# Alessia Filippi
Alessia Filippi (Rome, 23 juni 1987) is een Italiaanse zwemster. Filippi won de zilveren medaille op de 800 meter vrije slag tijdens de Olympische Zomerspelen 2008 in Peking. Ze is tevens de houdster van het wereldrecord op de 800 meter vrije slag kortebaan en het Europees record op de 1500 meter vrije slag langebaan.

## Zwemcarrière
Filippi maakte haar internationale debuut tijdens het EK zwemmen 2004 in Madrid, Spanje. Ze bereikte de zevende plaats op de 400 meter wisselslag en de dertiende op de 200 meter wisselslag. Op de Olympische Spelen 2004 in Athene, Griekenland bleef het optreden van Filippi beperkt tot de series. Op geen van haar afstanden, 200 meter rugslag, 200 en 400 wisselslag en de 4x200 meter vrije slag, wist ze de volgende ronde te bereiken. Aan het eind van 2004 nam Filippi deel aan de EK kortebaan 2004 in Wenen, Oostenrijk met als beste resultaat een vijfde plaats op de 400 meter wisselslag.

### 2005-2006
Op de WK zwemmen 2005 in Montréal, Canada bereikte Filippi haar eerste mondiale finale, op de 200 meter rugslag, waarin zij als vijfde eindigde. Op de halve afstand eindigde ze als tiende en op de 400 meter wisselslag werd Filippi twaalfde. Met haar landgenotes eindigde ze als vijfde op de 4x100 meter wisselslag. Aan het eind van 2005 vonden in Triëst in haar vaderland de EK kortebaan 2005 plaats. Op dit toernooi werd Filippi vierde op de 400 meter wisselslag en op de halve afstand tiende. In 2006 won Filippi het zilver op de 400 meter wisselslag tijdens de WK kortebaan 2006 in Shanghai. Op dit toernooi eindigde ze ook nog als vierde op de 200 meter rugslag en bereikt ze finaleplaatsen met haar ploeggenotes op de 4x100 en 4x200 meter vrije slag. Later dat jaar op de EK zwemmen 2006 in Boedapest, Hongarije werd Filippi Europees kampioene op de 400 meter wisselslag en pakte ze het brons op de 200 meter wisselslag. Daarnaast was er nog een vierde plaats op de 400 vrij en een tiende op de 200 rug. Ook met de Italiaanse 4x200 meter vrije slag ploeg bereikte ze de finale waarin een vijfde plaats hun deel was. Op de EK kortebaan 2006 in Helsinki, Finland won Filippi net als in Boedapest goud op de 400 meter wisselslag. Op de 400 meter vrije slag eindigde ze als vijfde en op de 200 meter wisselslag werd ze veertiende.

### 2007-2008
Op de WK zwemmen 2007 in Melbourne, Australië zwom Filippi alleen op de 100 en 200 meter rugslag, op de 100 meter eindigde de Italiaanse als tweeëntwintigste en op de 200 meter als achtste. In december 2007 op de EK kortebaan 2007 in Debrecen, Hongarije wist Filippi op de 400 meter wisselslag met succes haar titel te verdedigen en pakte ze tevens het brons op de 800 meter vrije slag. Bij de EK zwemmen 2008 in Eindhoven werd ze Europees kampioene op de 400 meter wisselslag en de 800 meter vrije slag en pakte ze met haar ploeggenotes het brons op de 4x200 meter vrije slag. Op de 400 meter vrije slag eindigde Filippi als vierde en op de 200 meter rugslag als tiende. Op de WK kortebaan 2008 in Manchester, Groot-Brittannië werd Filippi vijfde op zowel de 400 meter wisselslag en de 800 meter vrije slag. Op 16 juli 2008 verbeterde Filippi het Europees record op de 1500 meter vrije slag. Tijdens de Olympische Zomerspelen 2008 in Peking werd Filippi vijfde op de 400 meter wisselslag en als vierde, met een Europees record, op de 4x200 meter vrije slag samen met Renata Spagnolo, Flavia Zoccari en Federica Pellegrini. Op de 800 meter vrije slag won zij het zilver achter de Britse Rebecca Adlington. Op de EK kortebaan 2008 in Rijeka, Kroatië verbeterde ze het wereldrecord op de 800 meter vrije slag en werd daarmee Europees kampioene. Daarnaast won de Italiaanse het zilver op de 400 meter wisselslag en het brons op de 400 meter vrije slag.